# مدرسة زيرك (بغداد)
مدرسة زيرك أو مدرسة سوق العميد مدرسة تاريخية يعود تأسيسها إلى العصر العباسي في بغداد. تم بناؤها للمذهب الحنبلي  في الجانب الشرقي من المدينة، ومقابل مسجد القلعة، الذي بناه الناصر لدين الله.  وكان من أهم من درّس فيها  محمد بن أحمد بن عبد الجبار أبي المظفر الحنفي، المتوفى سنة 1177. إلا أن المدرسة لم تعد موجودة اليوم.
وذكر هذه المدرسة ابن الساعي في حوادث سنة 605 هـ، عند ترجمة الفقيه عبد السلام بن إسماعيل اللمغاني قاضي بغداد، ولما ولي قاضي القضاة عبد الله الدامغاني لزم بيته إلى أن توفي وكان قبل ذلك يدرس بمدرسة زيرك ببغداد، وذكر ابن الدبيثي في ترجمة أحمد عبد الجبار أبو مظفر الفقيه الحنفي بانه يعرف بابن المشطب واستوطن بغداد إلى حين وفاته وكان يدرس الفقه على مذهب أبي حنيفة النعمان في مدرسة زيرك.
وكانت هذه المدرسة تعرف بمدرسة سوق العميد حيث ان سوق العميد يعد فرعا من سوق السلطان ببغداد وفي منطقة باب المعظم الحالي وكان يسمى سوق السلطان.